# Joseph Fruton
Joseph Stewart Fruton (né Joseph Fruchtgarten le 14 mai 1912 - mort le 29 juillet 2007) est un biochimiste et historien des sciences américain. Professeur à l'université Yale, ses travaux les plus connus concernent la synthèse peptidique et leur interaction avec les peptidases. Avec sa femme Sofia Simmonds, il a publié General Biochemistry (1953), un ouvrage de référence largement utilisé en biochimie.
À partir de 1970 jusqu'à sa mort, Fruton a travaillé de manière intensive sur l'histoire des sciences, plus particulièrement sur l'histoire de la biochimie (en) et de la biologie moléculaire (en).

## Jeunesse et formation
Joseph Fruchtgarten naît à Częstochowa, en Pologne. Son père est Shama Nuta (Charles) Fruchtgarten, un marchand de grain. Sa mère, Ella (Aisenstadt) Fruchtgarten, est une enseignante de français.
Comme plusieurs autres familles polonaises juives, les Fruchtgartens émigrent aux États-Unis avant qu'éclate la Première Guerre mondiale. Ils vivent à New York de 1913 à 1917, puis déménagent à Minsk. Entre 1917 et 1923, Joseph Fruchtgarten fréquente l'école de manière intermittente, la famille se déplaçant de Minsk à Siedlce, Varsovie et Berlin. En plus du polonais et de l'anglais, il apprend le français, l'allemand et le latin.
En 1923, les Fruchtgartens retournent à New York et changent de nom pour celui de Fruton, notamment pour éviter d'être la cible d'antisémitisme. Tout comme son père, Joseph Fruton rejette la religion, mais apprend rapidement à se faire discret sur le sujet.
Après quelques mois passés à la De Witt Clinton High School (en), Fruton fréquente la James Madison High School (en) et obtient son diplôme en chimie en 1927. Il applique à l'université Columbia et, après avoir été refusé, il est admis à la suite de l'insistance de sa mère auprès des autorités de l'université.
Inspiré par le personnage de Max Gottlieb, tiré du roman Arrowsmith, Fruton décide de devenir un scientifique. Inspiré par les travaux et enseignements de John M. Nelson, il choisit la biochimie. Il obtient un diplôme en 1931 et commence ses études graduées au Columbia College of Physicians and Surgeons (en) sous la supervision de Hans Thacher Clarke.
À la même époque, Fruton commence à militer contre le fascisme, le militarisme et l'antisémitisme. En 1933, il rencontre Sofia Simmonds. Le couple se mariera en 1936.
En mai 1934, Fruton termine son doctorat et devient assistant de recherche de Max Bergmann au Rockefeller Institute for Medical Research.

## Prix et distinctions
Il est lauréat en 1973 du prix Pfizer décerné par l'History of Science Society pour son livre Molecules and Life: Historical Essays on the Interplay of Chemistry and Biology paru en 1972,,.